# ウィンザー (イングランド)
ウィンザー（Windsor）は、イギリスのイングランド南東部、ロンドン西郊バークシャーに属するタウン。西隣のメイデンヘッドと共にウィンザー・メイデンヘッド王室特別区（Royal Borough of Windsor and Maidenhead）という独立行政区を構成している。
ウィンザー城の所在地として有名。城は丘の上にあり、そのふもとをテムズ川が流れ、川の対岸には名門校イートン・カレッジが位置する。 ロンドンのチャリング・クロスから34kmの位置にあり、鉄道で1時間ほどなので毎年多くの観光客が訪れている。

## 歴史
ウィンザー城
11世紀のウィリアム1世がこの地に木造のモット・アンド・ベーリー形式の砦を築いたのが始まりで、その後何世紀にもわたって建て替えられてきた。城内はロウァー、ミドル、アッパーの3つのウォードと呼ばれる部分に分かれている。ウィリアム1世の砦は現在のウィンザー城のミドル・ウォード、円形の塔の部分に建てられたものであった。
ヘンリー2世は木製の防壁を石造りにし、また初めて石造りのキープ（城の心臓部となる、中央の塔）を建設した。ヘンリー3世によって建設された西部の防壁はその一部が現在にも残っており、現存するこの城の最古のものである。1350年より、城はエドワード3世によって一部を残して取り壊され、新しいものに再建された。またその後も建物が追加、改修されていった。

## 交通
ウィンザーにはウィンザー・アンド・イートン・セントラル（Windsor and Eton Central）駅とウィンザー・アンド・イートン・リバーサイド（Windsor and Eton Riverside）駅の2つの駅がある。
ロンドン中心から鉄道を利用した場合、それぞれの駅への主なルート2つは次の通り。
- 第1に、ロンドン・パディントン駅からスラウ（Slough）駅で乗り換え、セントラル駅に向かうルート。列車はファースト・グレート・ウェスタン鉄道（First Great Western）が運行する。なお、同駅はちょうどウィンザー城の向かいに位置する。所要時間は約40分。
- 第2に、ロンドン・ウォータールー（London Waterloo）駅から乗り換えなしでリバーサイド駅に向かうルート。電車はサウスウェスト・トレインズ（South West Trains）が運行する。同駅はテムズ川の川岸に位置し、またイートン・カレッジに非常に近い。所要時間は約60分。

## 観光
人口3万人の小さな街ではあるが、ウィンザー城などを目当て年間約700万人の観光客が訪れる。
また、主なテーマパークとして、レゴランドが所在する。

## 姉妹都市
- ヌイイ･シュル･セーヌ（フランス共和国 イル･ド･フランス地方）（1955年）
- ゴスラー（ドイツ連邦共和国 ニーダーザクセン州）1969年

## 関係者

### 出身者
- フィリップ・プール - 男性フィギュアスケーター
- ギデオン・エメリー - 俳優
- キャロライン・マンロー - 女優
- ピーター・オスグッド - 元サッカー選手
- アンドリュー・ウェザオール - DJ

#### 王室関係
- エドワード3世（イングランド王）
- ヘンリー6世（イングランド王）
- アン・ハイド（ジェームズ2世の妻）
- マーガレット・オブ・イングランド
- エリナー・オブ・イングランド（エドワード1世の娘）
- アミーリア・オブ・ジ・ユナイテッド・キングダム（ジョージ3世の娘）
- アルバート・ヴィクター（エドワード7世の長男）
- アルフレート（ヴィクトリア女王の次男）
- アリス・オブ・オールバニ（ヴィクトリア女王の孫）
- チャールズ・ボークラーク（チャールズ2世の庶子）
- アーサー・オブ・コノート
- マーガレット・オブ・コノート
- メアリー・ルイーズ・オブ・シュレスウィグ＝ホルスタイン
- クリスティアン・ヴィクター・オブ・シュレスウィグ＝ホルスタイン
- ヴィクトリア（初代ミルフォード・ヘイヴン侯爵ルイス・アレグザンダー・マウントバッテン夫人）
- アリス・オブ・バッテンバーグ（ルイスとヴィクトリアとの娘）
- ルイス・マウントバッテン（ルイスとヴィクトリアとの末子） - 最期のインド副王兼総督
- アルベルト・フォン・シュレースヴィヒ＝ホルシュタイン＝ゾンダーブルク＝アウグステンブルク
- ヘレナ・ヴィクトリア・オブ・シュレスウィグ＝ホルスタイン
- ウィリアム・ヘンリー (グロスター＝エディンバラ公)

### 居住その他ゆかりある人物
- ジョン・チャーチル (初代マールバラ公) - 1722年に同地のウィンザー・ロッジ（en）で死去